# Getwistete Diagonale (simpliziale Menge)
Die getwistete Diagonale einer simplizialen Menge (für ∞-Kategorien auch getwistete ∞-Pfeilkategorie genannt) ist im mathematischen Teilgebiet der Höheren Kategorientheorie eine Konstruktion, welche die getwistete Diagonale einer Kategorie verallgemeinert in dem Sinne, dass beide Konstruktionen einander unter dem Nerv entsprechen. Da die getwistete Diagonale einer Kategorie insbesondere die Kategorie der Elemente des Hom-Funktors ist, kann die getwistete Diagonale einer ∞-Kategorie benutzt werden, um den Hom-Funktor einer ∞-Kategorie zu definieren.

## Getwistete Diagonale mit dem Verbund
Für eine simpliziale Menge {\displaystyle A} lassen sich mit der dualen simplizialen Menge und dem Verbund simplizialer Mengen folgende bisimpliziale und simpliziale Menge definieren:
{\displaystyle \mathbf {Tw} (A)_{m,n}=\operatorname {Hom} ((\Delta ^{m})^{\mathrm {op} }*\Delta ^{n},A),}
{\displaystyle \operatorname {Tw} (A)=\delta ^{*}(\mathbf {Tw} (A)).}
({\displaystyle \delta ^{*}\colon \mathbf {bisSet} \rightarrow \mathbf {sSet} } ist der durch Präkomposition mit der Diagonale {\displaystyle \delta \colon \Delta \rightarrow \Delta \times \Delta } induzierte Funktor, also mit {\displaystyle \delta ^{*}(A)_{n}=A_{n,n}}.) Die kanonischen Morphismen {\displaystyle (\Delta ^{m})^{\mathrm {op} }\rightarrow (\Delta ^{m})^{\mathrm {op} }*\Delta ^{n}\leftarrow \Delta ^{n}} induzieren kanonische Morphismen {\displaystyle \mathbf {Tw} (A)\rightarrow A^{\mathrm {op} }\boxtimes A} and {\displaystyle \operatorname {Tw} (A)\rightarrow A^{\mathrm {op} }\times A}.

## Getwistete Diagonale mit der Diamantoperation
Für eine simpliziale Menge {\displaystyle A} lassen sich mit der dualen simplizialen Menge und dem Diamantoperation folgende bisimpliziale und simpliziale Menge definieren:
{\displaystyle \mathbf {Tw} _{\diamond }(A)_{m,n}=\operatorname {Hom} ((\Delta ^{m})^{\mathrm {op} }\diamond \Delta ^{n},A),}
{\displaystyle \operatorname {Tw} _{\diamond }(A)=\delta ^{*}(\mathbf {Tw} _{\diamond }(A)).}
Die kanonischen Morphismen {\displaystyle (\Delta ^{m})^{\mathrm {op} }\rightarrow (\Delta ^{m})^{\mathrm {op} }\diamond \Delta ^{n}\leftarrow \Delta ^{n}} induzieren kanonische Morphismen {\displaystyle \mathbf {Tw} _{\diamond }(A)\rightarrow A^{\mathrm {op} }\boxtimes A} und {\displaystyle \operatorname {Tw} _{\diamond }(A)\rightarrow A^{\mathrm {op} }\times A}. Die schwache kategorielle Äquivalenz {\displaystyle \gamma _{(\Delta ^{m})^{\mathrm {op} },\Delta ^{n}}\colon (\Delta ^{m})^{\mathrm {op} }\diamond \Delta ^{n}\rightarrow (\Delta ^{m})^{\mathrm {op} }*\Delta ^{n}} induziert kanonische Morphismen{\displaystyle \mathbf {Tw} (A)\rightarrow \mathbf {Tw} _{\diamond }(A)} und {\displaystyle \operatorname {Tw} (A)\rightarrow \operatorname {Tw} _{\diamond }(A)}.

## Eigenschaften
- Unter dem Nerv wird die getwistete Diagonale einer Kategorie zur getwisteten Diagonale einer simplizialen Menge. Für eine Kategorie {\displaystyle {\mathcal {C}}} gilt:[3]
{\displaystyle N\operatorname {Tw} ({\mathcal {C}})=\operatorname {Tw} (N{\mathcal {C}}).}

- Für eine ∞-Kategorie {\displaystyle A} ist der kanonische Morphismus {\displaystyle \operatorname {Tw} (A)\rightarrow A^{\mathrm {op} }\times A} eine Linksfaserung. Daher ist {\displaystyle \operatorname {Tw} (A)} ebenfalls eine ∞-Kategorie.[4][5][6]
- Für einen Kan-Komplex {\displaystyle A} ist der kanonische Morphismus {\displaystyle \operatorname {Tw} (A)\rightarrow A^{\mathrm {op} }\times A} eine Kan-Faserung. Daher ist {\displaystyle \operatorname {Tw} (A)} ebenfalls ein Kan-Komplex.[7]
- Für eine ∞-Kategorie {\displaystyle A} ist der kanonische Morphismus {\displaystyle \mathbf {Tw} _{\diamond }(A)\rightarrow A^{\mathrm {op} }\boxtimes A} eine Linksbifaserung und damit der kanonische Morphismus {\displaystyle \operatorname {Tw} _{\diamond }(A)\rightarrow A^{\mathrm {op} }\times A} eine Linksfaserung. Daher ist {\displaystyle \operatorname {Tw} _{\diamond }(A)} ebenfalls eine ∞-Kategorie.[8]
- Für eine ∞-Kategorie {\displaystyle A} ist der kanonische Morphismus {\displaystyle \operatorname {Tw} (A)\rightarrow \operatorname {Tw} _{\diamond }(A)} eine faserweise Äquivalenz zwischen Linksfaserungen über {\displaystyle A^{\mathrm {op} }\times A}.[9]

- Ein Funktor {\displaystyle u\colon A\rightarrow B} zwischen ∞-Kategorien {\displaystyle A} und {\displaystyle B} ist volltreu genau dann wenn:
{\displaystyle \operatorname {Tw} (A)\rightarrow (A^{\mathrm {op} }\times A)\times _{B^{\mathrm {op} }\times B}\operatorname {Tw} (B)}

eine faserweise Äquivalenz über {\displaystyle A^{\mathrm {op} }\times A} ist.
- Für einen Funktor {\displaystyle u\colon A\rightarrow B} zwischen ∞-Kategorien {\displaystyle A} und {\displaystyle B} sind die induziertem Morphismen:
{\displaystyle \operatorname {Tw} (A)\rightarrow (A^{\mathrm {op} }\times B)\times _{B^{\mathrm {op} }\times B}\operatorname {Tw} (B),}
{\displaystyle \operatorname {Tw} (A)\rightarrow (B^{\mathrm {op} }\times A)\times _{B^{\mathrm {op} }\times B}\operatorname {Tw} (B),}

kofinal.